# Centracanthus cirrus
Centracanthus cirrus е вид бодлоперка от семейство Sparidae. Видът не е застрашен от изчезване.

## Разпространение и местообитание
Разпространен е в Албания, Алжир, Босна и Херцеговина, Гърция, Египет, Западна Сахара, Израел, Испания (Балеарски острови и Канарски острови), Италия, Кабо Верде, Кипър, Либия, Ливан, Мавритания, Мароко, Монако, Португалия (Азорски острови и Мадейра), Сирия, Словения, Тунис, Турция, Франция, Хърватия и Черна гора.
Обитава океани и морета. Среща се на дълбочина от 66 до 140 m, при температура на водата от 14 до 14,7 °C и соленост 37,7 – 38,2 ‰.

## Описание
На дължина достигат до 34 cm.